# Servillano Aquino
Servillano A. Aquino (Angeles, 20 april 1874 - Murcia 3 februari 1959) was een Filipijnse revolutionair generaal. Aquino was de vader van Benigno Aquino sr. en Herminio Aquino en overgrootvader van onder andere Filipijnse president Noynoy Aquino.

## Biografie
Servillano Aquino werd geboren op 20 april 1874 in Angeles in de provincie Pampanga. Hij was een zoon van zoon van Petrona Aguilar en Braulio Aquino. In zijn vroege jeugd verhuisde het gezin naar het naburige Tarlac. Vanaf zijn negende jaar ging Servillano drie jaar naar Mexico in Pampanga voor onderwijs aan de school van Felix Dizon. Rond de tijd dat zijn vader in 1885 gobernadorcillo (burgemeester) werd van Concepcion, stuurden zijn ouders hem naar de school van Enrique Mendiola in Manilla. Na een jaar ging hij studeren aan het Colegio de San Juan de Letran, waar hij een Bachelor of Arts-diploma en zijn diploma landmeten behaalde. Aansluitend begon hij aan een studie rechten aan de University of Santo Tomas. Deze studie brak hij echter af toen hij trouwde met Guadalupe Quiambo. Hij en zijn vrouw kregen drie kinderen: Gonzalo, Benigno en Amando. 
In 1896 werd hij lid van de ondergrondse revolutionaire beweging Katipunan. Hetzelfde jaar werd hij gekozen tot burgemeester van Murcia in Tarlac (tegenwoordig onderdeel van Concepcion). Toen de Filipijnse Revolutie uitbrak werd hij benoemd tot majoor en leidde hij een deel van de opstandelingen onder generaal Francisco Makabulos in aanvallen op Tarlac. Als burgemeester van Murcia lukte het hem om mensen in het plaatsje en de omgeving aan te zetten zich ook aan te sluiten bij de Katipunan. Na een Spaans offensief onder leiding van generaal Monet moest Aquino zich met zijn manschappen terugtrekken in de bossen op Mount Arayat. Aquino wist aan de Spanjaarden te ontsnappen en hield zich schuil in San Fernando, maar werd uiteindelijk toch gevangengenomen en naar Fort Santiago in Manilla getransporteerd. Daar werd hij veroordeeld voor hoogverraad en ter dood veroordeeld. Tussen het vonnis en de geplande executie door een vuurpeloton enkele dagen later werd echter het Pact van Biak-na-Bato gesloten. Hierdoor werden alle executies stopgezet. Na ratificatie van het pact op 20 december 1897 werd Aquino vrijgelaten als gevolg van een algehele amnestie. Enige tijd later werd hij, net als Emilio Aguinaldo en andere revolutionaire leiders in ballingschap gestuurd naar Hongkong.
Na de uitbraak van de Spaans-Amerikaanse Oorlog en de Amerikaanse winst in de Slag in de Baai van Manilla keerde de groep bannelingen weer terug in de Filipijnen. Aquino werd bevorderd tot kolonel en kreeg het bevel zich weer aan te sluiten bij de troepen van Makabulos in Centraal Luzon. Ze belegerden de stad Tarlac, waar de Spanjaarden zich na ruim een maand beleg op 9 juli 1898 overgaven. Aquino werd door Makabulos aangesteld als militair gouverneur van Tarlac. In deze periode kreeg Aquino het bericht dat een radicale boerenbeweging zijn schoonvader en zijn vrouw die bij haar ouders in Murcia verbleef hadden vermoord. Zijn drie zonen waren bij de aanval ongedeerd gebleven.
Hij bracht daarop zijn zonen onder bij zijn zussen in Angeles en meldde zich aan voor de militaire school die Antonio Luna was opgericht in Malolos in Bulacan. Toen de Filipijns-Amerikaanse Oorlog uitbrak op 4 februari 1899 keerde hij terug naar Tarlac. Later leidde hij de rebellentroepen uit Pampanga in een aanval op Caloocan. Toen een aanval op Manilla mislukte werden hij en zijn troepen teruggedrongen via Balintawak en Concepcion naar Tarlac. In Mexico raakte Aquino gewond en werd hij naar een ziekenhuis gebracht. Na zijn herstel werd hij door Aguinaldo bevorderd tot brigadier-generaal. Ook werd hij gekozenals een van de leden van het Malolos Congres, die toen bijeenkwamen in Tarlac. De brigade van Aquino was gelegerd in Magalang en omgeving. Op 5 november 1899 werden de troepen van Aquino verdreven. Een deel van zijn brigade werd opgeheven en met ongeveer 500 man vluchtte hij naar de heuvels bij Mount Sinukan. Uiteindelijk gaf Aquino zich in september 1900 over. Hij werd door een militaire rechtbank tot levenslang veroordeeld en begin 1901 gevangengezet in Bilibid Prison. Op 25 maart 1904 kwam hij echter vrij na een pardon verleent door de Amerikaanse president Theodore Roosevelt. 
Hij keerde terug naar Concepcion en hertrouwde met zijn schoonzus Petronilla, die kort daarvoor weduwe was geworden. Met Petronilla kreeg hij een dochter Fortunata. Zijn tweede vrouw overleed in 1923. Aquino verdeelde de Hacienda in Murcia onder de erfgenamen en besteedde daarna zijn tijd aan het opbouwen en uitbreiden van zijn landgoederen, waaronder Hacienda Tinang, Hacienda Lauang, Hancienda Pandakaki en Hancienda Paligue. Op 72-jarige leeftijd trouwde Aquino een derde maal. Met Belen Sanchez kreeg hij nog een zoon, Herminio Aquino. Servillano Aquino overleed bijna tien jaar later op 84-jarige leeftijd aan de gevolgen van een beroerte.

## Bron
- National Historical Institute, Filipinos in History, vol 3, Manilla, NHI (1992)
- Carlos Quirino, Who's who in Philippine history, Tahanan Books, Manilla (1995)